# Melittia grandis
Melittia grandis is een vlinder uit de familie wespvlinders (Sesiidae), onderfamilie Sesiinae.
Melittia grandis is voor het eerst wetenschappelijk beschreven door Strecker in 1881. De soort komt voor in het Nearctisch gebieden het  Neotropisch gebied.